# Кардвел (Мисури)
Кардвел (енгл. Cardwell) град је у америчкој савезној држави Мисури.

## Демографија
По попису из 2010. године број становника је 713, што је 76 (-9,6%) становника мање него 2000. године.
| Група             | 2000.       | 2010.       |
| Белци             | 761 (96,5%) | 676 (94,8%) |
| Афроамериканци    | 7 (0,9%)    | 3 (0,4%)    |
| Азијати           | 0 (0,0%)    | 0 (0,0%)    |
| Хиспаноамериканци | 8 (1,0%)    | 24 (3,4%)   |
| Укупно            | 789         | 713         |